# Palazzo Camaiori
Palazzo Camaiori è uno storico edificio situato nel centro storico di Castiglione della Pescaia, con il prospetto principale che si affaccia lungo via dell'Amore.

## Storia
Il palazzo venne costruito in epoca rinascimentale, nel corso del XV secolo. Deve la sua denominazione alla famiglia che originariamente vi risiedeva. Nel 1767 vi soggiornò anche il granduca Pietro Leopoldo d'Asburgo-Lorena, come ricorda l'iscrizione sul prospetto principale.

## Descrizione
Palazzo Camaiori si presenta come un imponente complesso architettonico a pianta rettangolare, che si adatta al dislivello presente nel luogo in cui sorge. L'edificio, infatti, si articola su due livelli presso il lato lungo sud-occidentale che è situato ad un'altezza maggiore rispetto al lato lungo opposto.
La facciata sud-occidentale è interamente rivestita in intonaco, con finestre quadrangolari poggianti su mensole che si aprono lungo i due livelli. Nella parte centrale del prospetto una breve gradinata conduce al portale d'ingresso principale racchiuso da stipiti ed arco bugnati, sopra il quale è collocato l'imponente stemma che nella parte inferiore reca la storica iscrizione.
Il lato lungo nord-orientale si articola su più livelli, adattandosi alla minore altezza su cui si sviluppa. La facciata si presenta anch'essa interamente intonacata, con varie finestre quadrangolari che si aprono sui vari livelli ed alcune porte ad arco che permettono l'accesso all'edificio dal pian terreno.
Il palazzo risulta suddiviso in varie unità abitative, oltre ad ospitare un ristorante al pian terreno lungo il lato lungo nord-orientale.

## Galleria d'immagini

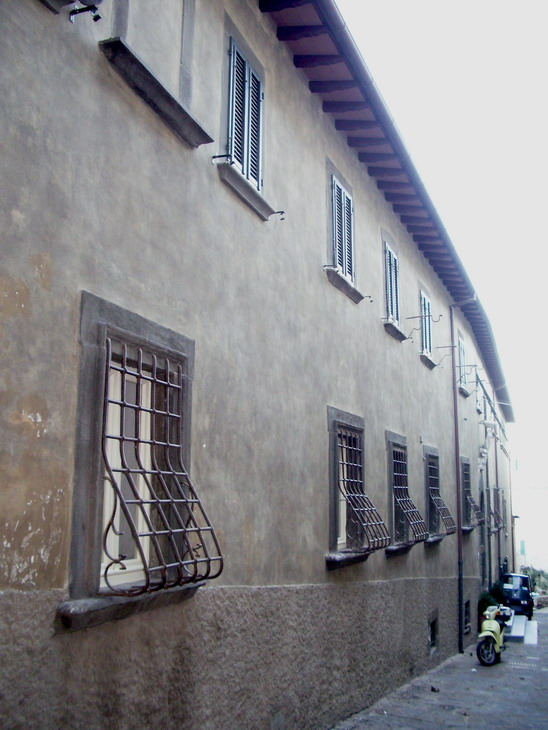
La facciata sud-occidentale
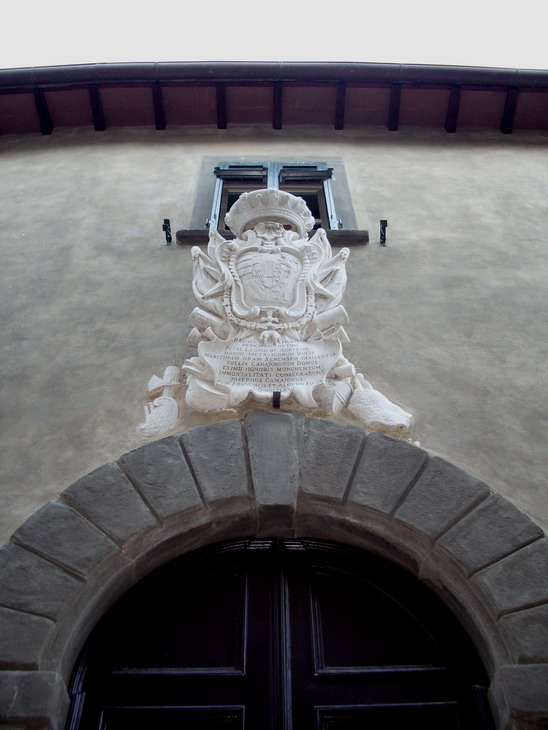
Stemma sulla facciata sud-occidentale
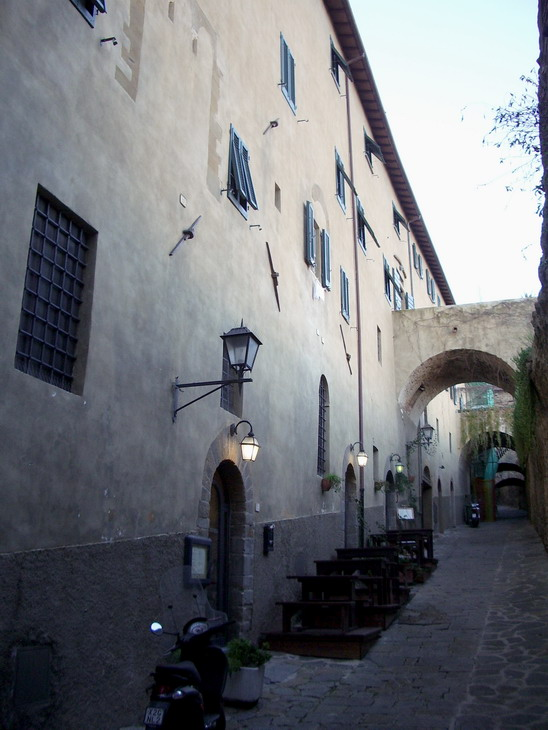
La facciata nord-orientale